# Bartın (provins)

Karta över Turkiet med Bartın markerat.

Bartın är en provins i den norra delen av Turkiet. Den har totalt 184 178 invånare (2000) och en areal på 2 140 km². Provinshuvudstad är Bartın.